# Nigel Hayes-Davis

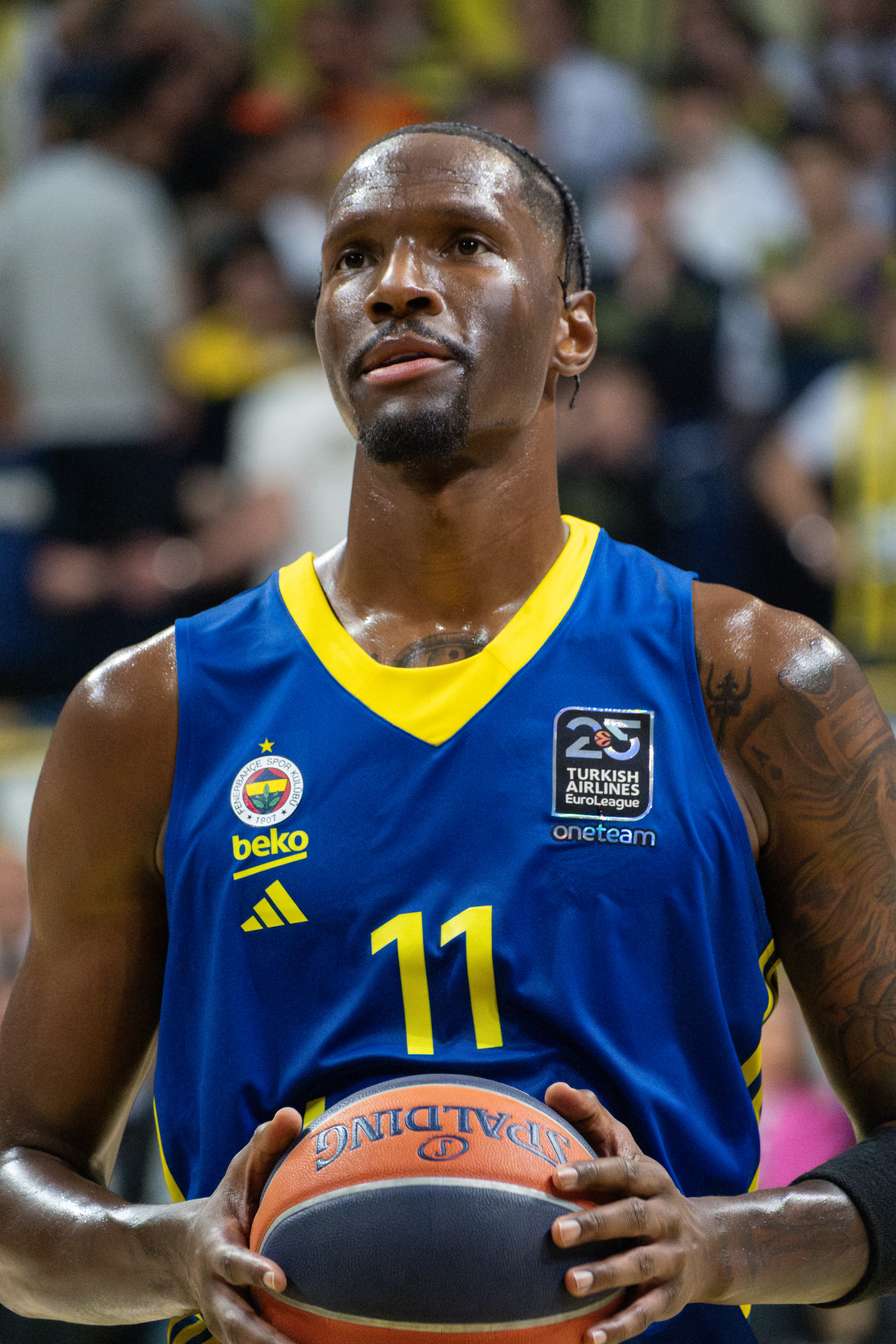
Nigel Hayes-Davis, 2025.

Nigel Hayes-Davis, född den 16 december 1994 i Westerville i Ohio som Nigel Hayes, är en amerikansk professionell basketspelare (PF) som spelar för Phoenix Suns i National Basketball Association (NBA). Han har tidigare spelat bland annat för Los Angeles Lakers, Toronto Raptors och Sacramento Kings.
Hayes-Davis har också spelat som proffs i Litauen, Spanien och Turkiet.
Han blev aldrig NBA-draftad.
Innan Hayes-Davis blev proffs studerade han vid University of Wisconsin–Madison och spelade för universitetets idrottsförening Wisconsin Badgers.